# Souleyman Sané
Souleyman Jean Sané (Dacar, 26 de fevereiro de 1961) é um ex-futebolista senegalês que atuava como atacante.

## Carreira como jogador

### Clubes
Embora tivesse começado a jogar na França, Souleyman Sané atuou a maior parte de sua carreira profissional na Alemanha. Seu primeiro clube foi o Freiburg, onde estreou relativamente tarde, aos 24 anos, em 1985. O atacante, no entanto, teve bons números: atuou em 106 partidas e marcou 56 gols em três temporadas. Também defendeu Nürnberg e Wattenscheid, sendo um dos primeiros africanos a jogar na Bundesliga e ganhou destaque por sua velocidade: era capaz de percorrer 100 metros em 10,7 segundos.
Já veterano, atuou em equipes da Áustria (Tirol Innsbruck e LASK) e da Suíça (Lausanne-Sport e Schaffhausen), voltando à Alemanha para seguir jogando em três equipes amadoras do país: Rot-Weiß Leithem SSV Südfeldmark e DJK Wattenscheid, onde também foi treinador e encerrou a carreira de jogador em 2010.

### Seleção Nacional
Pela Seleção Senegalesa, disputou duas edições da Copa das Nações Africanas, em 1992 e 1994. Seguiu defendendo os Leões de Teranga até 1997, tendo atuado em 23 jogos e fazendo 11 gols.

## Carreira como treinador
Além de ter sido jogador e técnico do DJK Wattenscheid, Sané foi também treinador da Seleção de Zanzibar (que não é membro da FIFA) entre 2008 e 2011.

## Vida pessoal
Casado com a ex-ginasta Regina Weber, Samy (como o ex-jogador é conhecido) é pai de três filhos: Leroy, Sidi (ambos nascidos na Alemanha) e Kim, nascido na Áustria.

## Títulos

### Prêmios individuais
- Artilheiro da 2. Bundesliga de 1987–88 (20 gols)
- Artilheiro do Campeonato Austríaco de 1994–95 (20 gols)[5]